# Kara
För andra betydelser, se Kara (olika betydelser).

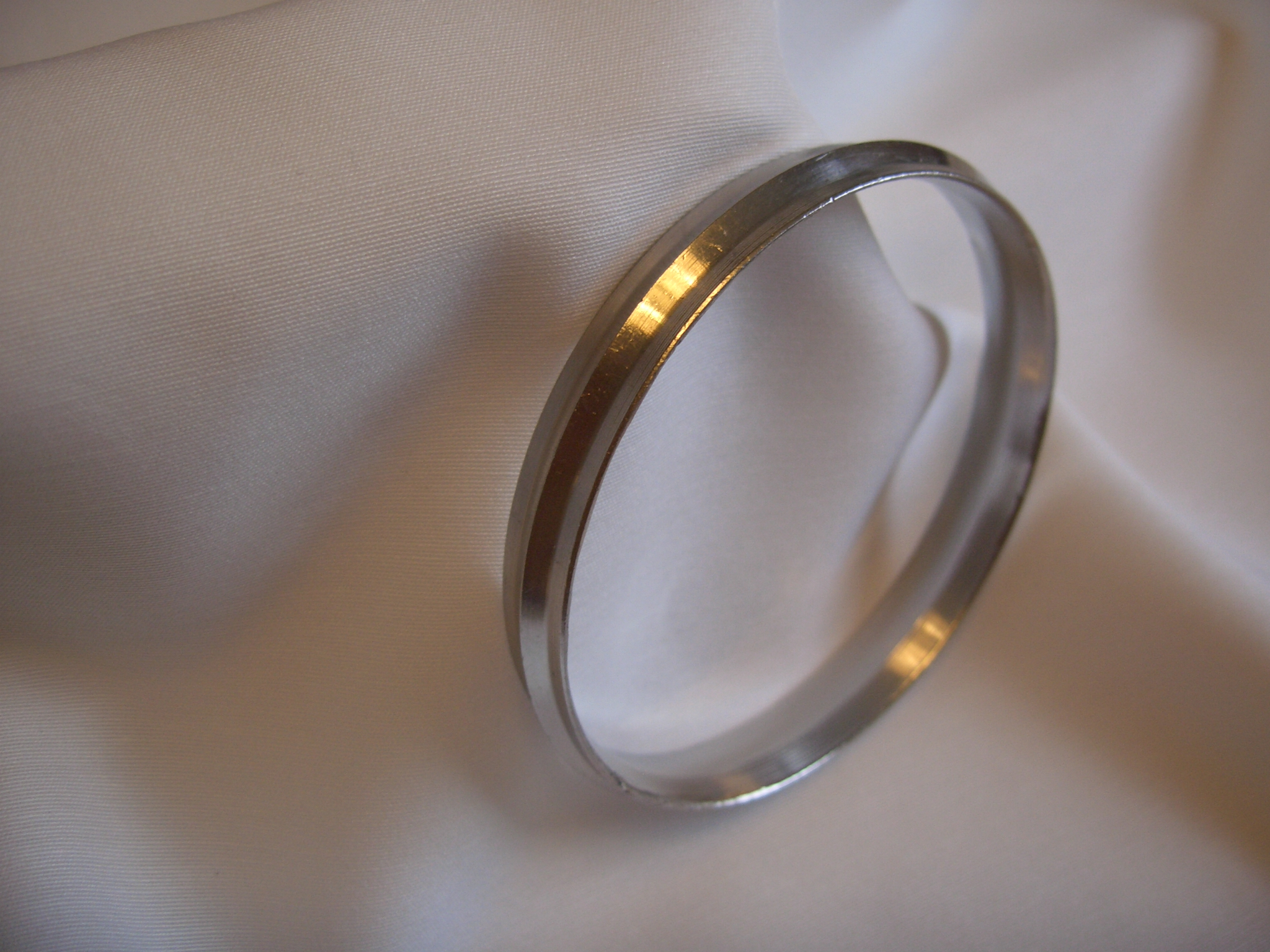
Kara

Kara är en armring av järn som bärs av alla sikher på höger handled som symboliserar evigheten, tron på en Gud, sikhernas gemenskap med Gud och det sikhiska medlemmarna. Kara är ett av "de fem K:na", inom sikhism.